# Championnats du monde de judo 1985
Les Championnats du monde masculins de judo 1985 se tiennent à Séoul en Corée du Sud.

## Résultats

### Hommes
| Catégories        | Or                 | Argent           | Bronze                                 |
| ----------------- | ------------------ | ---------------- | -------------------------------------- |
| - 60 kg           | Shinji Hosokawa    | Peter Jupke      | Tamas Bujko Khazret Tletseri           |
| - 65 kg           | Yury Sokolov       | Keun Lee Kyung   | Stefen Gawthorpe Yoshiyuki Matsuoka    |
| - 71 kg           | Byung Kun Ahn      | Mike Swain       | Wiesław Błach Steffen Stranz           |
| - 78 kg           | Nobutoshi Hikage   | Torsten Oehmigen | Neil Adams Vladimir Chestakov          |
| - 86 kg           | Peter Seisenbacher | Georgi Petrov    | Fabien Canu Vitali Pesniak             |
| - 95 kg           | Hitoshi Sugai      | Hyung Joo Ha     | Gunther Neureuther Robert van de Walle |
| + 95 kg           | Yong Chul Cho      | Hitoshi Saito    | Grigori Verichev Dimitar Zapryanov     |
| Toutes catégories | Yoshimi Masake     | Mohamed Rashwan  | Khabil Biktachev Willy Wilhelm         |

## Tableau des médailles
| Rang | Nation               | Or | Argent | Bronze | Total |
| ---- | -------------------- | -- | ------ | ------ | ----- |
| 1    | Japon                | 4  | 1      | 1      | 6     |
| 2    | Corée du Sud         | 2  | 2      | 0      | 4     |
| 3    | Union soviétique     | 1  | 0      | 5      | 6     |
| 4    | Autriche             | 1  | 0      | 0      | 1     |
| 5    | Allemagne de l'Ouest | 0  | 1      | 2      | 3     |
| 6    | Bulgarie             | 0  | 1      | 1      | 2     |
| 7    | Égypte               | 0  | 1      | 0      | 1     |
| -    | États-Unis           | 0  | 1      | 0      | 1     |
| -    | Allemagne de l'Est   | 0  | 1      | 0      | 1     |
| 10   | Royaume-Uni          | 0  | 0      | 2      | 2     |
| 11   | Pologne              | 0  | 0      | 1      | 1     |
| -    | France               | 0  | 0      | 1      | 1     |
| -    | Belgique             | 0  | 0      | 1      | 1     |
| -    | Hongrie              | 0  | 0      | 1      | 1     |
| -    | Pays-Bas             | 0  | 0      | 1      | 1     |

## Source
- (en) Judoinside.com